# Cynodontium crispum
Cynodontium crispum là một loài rêu trong họ Dicranaceae. Loài này được Hedw. Mitt. mô tả khoa học đầu tiên năm 1864.